# Ma‘alé ‘Aqrabbim
Ma‘alé ‘Aqrabbim (hebreiska: מעלה עקרבים, Ma‘alé Akrabbim) är ett bergspass i Israel.   Det ligger i distriktet Södra distriktet, i den sydöstra delen av landet. Ma‘alé ‘Aqrabbim ligger 210 meter över havet.
Terrängen runt Ma‘alé ‘Aqrabbim är varierad. Runt Ma‘alé ‘Aqrabbim är det ganska glesbefolkat, med 42 invånare per kvadratkilometer. Närmaste större samhälle är ‘Iddan, 19,5 km sydost om Ma‘alé ‘Aqrabbim. Trakten runt Ma‘alé ‘Aqrabbim är ofruktbar med lite eller ingen växtlighet.